# Ешер (Оклахома)
Ешер (англ. Asher) — місто (англ. town) в США, в окрузі Поттаватомі штату Оклахома. Населення — 370 осіб (2020).

## Географія
Ешер розташований за координатами 34°59′18″ пн. ш. 96°55′32″ зх. д. / 34.98833° пн. ш. 96.92556° зх. д. (34.988423, -96.925471).  За даними Бюро перепису населення США в 2010 році місто мало площу 2,05 км², уся площа — суходіл.

## Демографія
Згідно з переписом 2010 року, у місті мешкали 393 особи в 161 домогосподарстві у складі 106 родин. Густота населення становила 191 особа/км².  Було 184 помешкання (90/км²).
Расовий склад населення:
| - 75,8 % — білих - 13,0 % — корінних американців - 0,8 % — вихідців з тихоокеанських островів - 0,5 % — азіатів - 1,3 % — осіб інших рас |

До двох чи більше рас належало 8,7 %. Частка іспаномовних становила 2,5 % від усіх жителів.
За віковим діапазоном населення розподілялося таким чином: 27,7 % — особи молодші 18 років, 53,7 % — особи у віці 18—64 років, 18,6 % — особи у віці 65 років та старші. Медіана віку мешканця становила 41,6 року. На 100 осіб жіночої статі у місті припадало 96,5 чоловіків;  на 100 жінок у віці від 18 років та старших — 82,1 чоловіків також старших 18 років.
Середній дохід на одне домашнє господарство  становив 33 990 доларів США (медіана — 26 250), а середній дохід на одну сім'ю — 38 605 доларів (медіана — 32 750). Медіана доходів становила 28 750 доларів для чоловіків та 19 688 доларів для жінок. За межею бідності перебувало 32,0 % осіб, у тому числі 33,7 % дітей у віці до 18 років та 28,8 % осіб у віці 65 років та старших.
Цивільне працевлаштоване населення становило 120 осіб. Основні галузі зайнятості: освіта, охорона здоров'я та соціальна допомога — 17,5 %, роздрібна торгівля — 15,0 %, науковці, спеціалісти, менеджери — 12,5 %.